# Jind (huyện)
Huyện Jind là một huyện thuộc bang Haryana, Ấn Độ. Thủ phủ huyện Jind đóng ở Jind. Huyện Jind có diện tích 2736 ki lô mét vuông. Đến thời điểm năm 2001, huyện Jind có dân số 1189725 người.